# Lo último que hablé ayer
Lo último que hablé ayer es el cuarto disco de Libido, lanzado el año 2005, en este disco la banda incorpora matices andinos sin perder su esencia roquera. Es el primer álbum de estudio de la banda luego de la partida de Jeffry Fischman y el ingreso de Iván Mindreau en la batería.
Se realizó un concierto para promocionar el disco que se incluyó la edición DVD.
En una de las versiones del álbum en vez de un disco común contiene un minidisco de color naranja.

## Lista de canciones
| Original track listing |                            |                                 |          |  |
| N.º                    | Título                     | Escritor(es)                    | Duración |  |
| 1.                     | «Lo último que hablé ayer» | Antonio Jáuregui                | 2:40     |  |
| 2.                     | «Nicotina»                 | Antonio Jáuregui / Salim Vera   | 2:41     |  |
| 3.                     | «Lonely»                   | Antonio Jáuregui / Salim Vera   | 3:47     |  |
| 4.                     | «Voy a continuar»          | Antonio Jáuregui                | 2:46     |  |
| 5.                     | «Culpable»                 | Antonio Jáuregui                | 4:38     |  |
| 6.                     | «Mabel»                    | Manolo Hidalgo                  | 4:00     |  |
| 7.                     | «Fantasma»                 | Antonio Jáuregui/Manolo Hidalgo | 3:43     |  |
| 8.                     | «Más rápido»               | Antonio Jáuregui                | 3:38     |  |
| 9.                     | «Un nuevo juego»           | Antonio Jáuregui / Salim Vera   | 3:11     |  |
| 10.                    | «El camino (Qosqo)»        | Manolo Hidalgo                  | 3:18     |  |

## Integrantes
- Salim Vera - Voz y guitarra rítmica
- Antonio Jáuregui - Bajo y coros
- Manolo Hidalgo - Primera guitarra
- Iván Mindreau - Batería

## Créditos
- Producido por: Tweety González
- Grabado por: Mariano López en Circo Beat y Estudios Panda (Buenos Aires)
- Arreglos: Libido
- Mezclado por: Mariano López y Tweety Gonzáles en Estudio Panda, Buenos Aires
- Mastering: Ted Jensen en Sterling Sound - NYC
- Hammond y Piano: Tweety Gonzles
- Charango, Zampoña, Quena en tema 10: Chano Das-Limaco
- Tema: Un nuevo juego, estribillo "Cumbanchero" de Rafael Hernndez
- Preproducción: Rafael De La Lama (Lima)

## CD en vivo
Grabado en 2006 en la presentación del disco en la ciudad del Cusco.
- Grabación en directo y mezcla: Rafael De La Lama
- Mastering: Andrés Mayo en Mr Master (Buenos Aires).

## Reedición de 2010
Desde el 16 de diciembre de 2010 el nuevo formato del disco ya se podía adquirir , el cual contiene 20 canciones, los 10 temas de estudio y 10 temas adicionales, las cuales vienen a ser las canciones del disco grabadas en vivo durante el concierto de presentación en 2005 en la ciudad del Cuzco, este disco fue lanzado en 2006 como Lo último que hable ayer en vivo pero en esta reedición está incluido en el disco oficial.

## Premios y nominaciones
| Año  | Premio                       | Categoría       | Resultado   | Ref.  |
| ---- | ---------------------------- | --------------- | ----------- | ----- |
| 2005 | Premios Luces de El Comercio | Mejor disco pop | Desconocido | [ 4 ] |